# 倉津川枝垂桜
倉津川枝垂桜（くらづがわしだれざくら）は、山形県天童市を流れる倉津川沿いにあるシダレザクラ。
倉津川の両岸1.4kmに植えられている。見頃は例年4月中旬〜5月上旬である。桜の開花時期には夜に約750mにわたりライトアップが実施され、ライトに照らされたシダレザクラを観賞することができる。近くには天童温泉街もあることから、温泉観光客の観光スポットにもなっている。

## 催し物
- しだれ桜まつり

## 所在地
- 山形県天童市老野森1-1-1

## アクセス
- 電車
  - JR天童駅から徒歩約10分
- 車
  - 山形自動車道山形北ICから国道13号経由で約15分